# Gymnopternus meniscus
Gymnopternus meniscus är en tvåvingeart som beskrevs av Friedrich Hermann Loew 1864. Gymnopternus meniscus ingår i släktet Gymnopternus och familjen styltflugor. Inga underarter finns listade i Catalogue of Life.